# Нилка
Нилка (в верховье Лампея) — река в России, протекает по Переславскому району Ярославской области. Исток находится к северу от деревни Куряниново. Протекает через деревни Нила, Ивановское, впадает в реку Нерль.

## Устье
В настоящий момент впадает в Нерль, а ранее впадала в Тошма. Ранее длина реки составляла — 21 км, площадь водосборного бассейна оценивалась — 81,5 км².

## Данные водного реестра
По данным государственного водного реестра России относится к Окскому бассейновому округу, водохозяйственный участок реки — Нерль от истока и до устья, речной подбассейн реки — бассейны притоков Оки от Мокши до впадения в Волгу. Речной бассейн реки — Ока.
Код объекта в государственном водном реестре — 09010300812110000032289.